# Chánh Hiệp
Chánh Hiệp là một phường thuộc Thành phố Hồ Chí Minh, Việt Nam. Đây là một trong 4 phường mới của thành phố Thủ Dầu Một (cũ) sau đợt sắp xếp và chỉnh sửa bộ máy hành chính vào năm 2025.

## Địa lý
Phường Chánh Hiệp nằm ở vùng ngoại ô Thành phố Hồ Chí Minh, giáp với:
- Xã Bình Mỹ về phía tây, ngăn cách bởi sông Sài Gòn
- Phường Phú An về phía tây bắc
- Phường Hòa Lợi về phía bắc, ngăn cách bởi đường Nguyễn Văn Thành
- Phường Bình Dương về phía đông
- Phường Phú Lợi về phía đông nam
- Phường Thủ Dầu Một về phía nam

Phường Chánh Hiệp có diện tích 19,664 km2, dân số năm 2025 là 56.387 người, mật độ dân số đạt 2.868 người/km2.